# Трентон (Мичиген)
Трентон (Мичиген) (енгл. Trenton) град је у америчкој савезној држави Мичиген. По попису становништва из 2010. у њему је живело 18.853 становника.

## Демографија
Према попису становништва из 2010. у граду је живело 18.853 становника, што је 731 (3,7%) становника мање него 2000. године.
| Група             | 2000.          | 2010.          |
| Белци             | 18.688 (95,4%) | 17.549 (93,1%) |
| Афроамериканци    | 73 (0,4%)      | 254 (1,3%)     |
| Азијати           | 152 (0,8%)     | 133 (0,7%)     |
| Хиспаноамериканци | 390 (2,0%)     | 598 (3,2%)     |
| Укупно            | 19.584         | 18.853         |